# Fame (album de Grace Jones)
Pour l’article homonyme, voir Fame.
Albums de Grace Jones
Fame
(1977) Muse
(1979)
Singles
1. Do or Die
Sortie : avril 1978
2. Autumn Leaves
Sortie : juillet 1978
3. Fame
Sortie : octobre 1978
4. Am I Ever Gonna Fall in Love in New York City
Sortie : décembre 1978

Fame est le deuxième album studio de la chanteuse jamaïcaine Grace Jones, sorti le 7 juin 1978 chez Island Records.

## Titres
| 1. | Do or Die | Jack Robinson, David Christie | 6:47 |
| 2. | Pride     | Robinson, Christie            | 6:23 |
| 3. | Fame      | Gil Slavin, Robinson          | 5:37 |

| 4. | Autumn Leaves                                 | Joseph Kosma, Jacques Prévert                | 7:02 |
| 5. | All on a Summers Night                        | Robinson, Christie                           | 4:17 |
| 6. | Am I Ever Gonna Fall in Love in New York City | Vivienne Savoie Robinson, Robinson, Christie | 5:28 |
| 7. | Below the Belt                                | Grace Jones, Pierre Papadiamandis            | 4:43 |

Notes
- Les titres de la face A sont un pot-pourri ininterrompu, d'une durée totale de 18:36.
- L'édition canadienne du disque remplace la chanson All on a Summers Night par Comme un oiseau qui s'envole.
- L'édition italienne remplace Below the Belt par Anema e core.

## Crédits
- Keith Benson – batterie
- Richard Bernstein – pochette
- John Davis – arrangements, claviers
- Grace Jones – chant
- Francis Jug – photographie
- Sonia Moskewitz – photographie
- Tom Moulton (« Moto ») – tambourin, production
- Piggy Pigerino – violon
- Don Renaldo – cordes, cuivres
- José Rodriguez – mastering
- Darrell Rogers – assistance d'enregistrement et du mixage
- Arthur Stoppe – assistance d'enregistrement et du mixage
- Sweethearts of Sigma (Carla Benson, Yvette Benton, Barbara Ingram) – background vocals
- Neil Terk – direction artistique
- Larry Washington – congas, percussion
- Jimmy Williams – basse

Crédits adaptés du livret de l'album.

## Classements hebdomadaires
| Classement (1978)             | Meilleure position |
| ----------------------------- | ------------------ |
| Australie (Kent Music Report) | 59                 |
| Canada (RPM Dance Albums)     | 5                  |
| États-Unis (Billboard 200)    | 97                 |
| États-Unis (Top Soul LPs)     | 57                 |
| Italie (Musica e dischi)      | 15                 |
| Suède (Sverigetopplistan)     | 22                 |